# 布岛乌鸦
布岛乌鸦（学名：Corvus meeki）是鸦科鸦属的一种，分布于所罗门群岛和巴布亚新几内亚。该物种的保护状况被评为无危。
布岛乌鸦的栖息地包括亚热带或热带的湿润低地林、乡村花园和亚热带或热带的湿润山地林。